# 33 Thomas Street
33 Thomas Street (ehemals AT & T Long Lines Building) ist ein 168 m hoher Wolkenkratzer in Tribeca, Lower Manhattan, New York City. Das Gebäude befindet sich auf der Ostseite der Church Street zwischen der Thomas Street und der Worth Street. Das fensterlose Gebäude beherbergt einen Kommunikationsknotenpunkt, der drei wichtige 4ESS-Switches für Ferngespräche und eine Reihe anderer Vermittlungsstellen für lokale Anbieter beinhaltet. Der CLLI-Code für diese Einrichtung lautet NYCMNYBW. Das Gebäude wurde auch als wahrscheinlicher Standort eines Kommunikationsabzweigpunktes der National Security Agency (NSA) mit dem Codenamen TITANPOINTE beschrieben.

## Architektur und Ausstattung
Das Long Lines Building wurde vom Architekten John Carl Warnecke im brutalistischen Baustil entworfen. Der Bau begann 1969 und wurde 1974 abgeschlossen. Da es für die Unterbringung von Telefonvermittlungsanlagen gebaut wurde, beträgt die durchschnittliche Geschosshöhe 5,5 Meter und damit wesentlich mehr als in einem üblichen Hochhaus. Die Böden sind ungewöhnlich stark ausgeführt und tragen bis zu 1,5 t/m².
Die Außenwände sind vorgefertigte Betonplatten, die mit flammbehandeltem, strukturiertem schwedischen Granit verkleidet sind. Sechs große Vorsprünge von der rechteckigen Basis wurden für Luftkanäle, Treppen und Aufzüge gebaut. Im 10. und 29. Stock gibt es eine Reihe großer, vorstehender Lüftungsöffnungen. William H. Whyte, New Yorker Journalist, geht davon aus, dass es sich um die höchste leere Wand der Welt handle.
Es wird oft als eines der sichersten Gebäude in Amerika beschrieben und soll weitgehend autark betrieben werden können. Es wurde so konzipiert, dass es mit eigenen Gas- und Wasservorräten sowie mit eigener Stromerzeugung autark ist und so bis zu zwei Wochen nach einer nuklearen Explosion vor radioaktivem Niederschlag geschützt ist.

## Nutzung und NSA-Abhörzentrum
AT&T betreibt in dem Gebäude ein Kommunikationszentrum. Im Long Lines Building laufen Verbindungsstränge für Kommunikation aus aller Welt zusammen. Amerika ist Transitland für die weltweiten Glasfaserkabel.
Wie von Whistleblower Edward Snowden veröffentlicht, besteht eine enge Zusammenarbeit zwischen AT&T und der amerikanischen Geheimdienstbehörde NSA, was zu dem Gerücht führte, dass es in dem Long Lines Building einen „Abhörraum“ gäbe. Die These besagt, dass die USA vom Long Lines Building aus neben den Vereinten Nationen und der Weltbank auch die Kommunikation aus mindestens 38 weiteren Ländern, darunter auch Deutschland, mitlesen und –hören würden.
Gebäude weiterer Sicherheitsbehörden wie z. B. das Büro des FBIs liegen in nächster Umgebung.